# アベック歌合戦
『アベック歌合戦』（アベックうたがっせん）は、1950年代に新日本放送（現在のMBSラジオ）で放送していた歌謡番組（ラジオ番組）、および1962年10月から1968年3月まで日本テレビ系列局で放送していた読売テレビ製作の歌謡番組（テレビ番組）である。

## 概要
タイトルが示すとおり、男女のカップルが登場して歌声を披露していた視聴者参加型の歌謡番組であった。カップルの登場シーンで、司会のトニー谷が「あなたのお名前なんてぇの？」と拍子木を叩きながら自己紹介させるシーンが人気を集めた。また、番組冒頭の挨拶である「レディース&ジェントルマン&お父さん、お母さんおこんばんわ!!」や番組中の「・・・ざんす」などは当時の流行語になった。

## ラジオ版

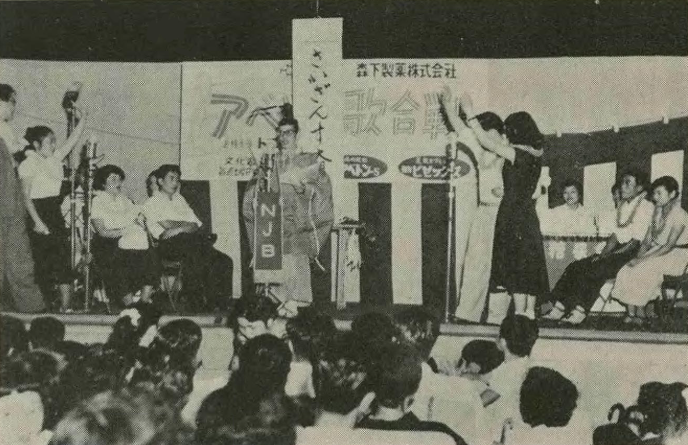
祝詞奏上のシーン(1954年)

1954年（昭和29年）、新日本放送（現在のMBSラジオ）で放送を開始し、1958年（昭和33年）4月17日に放送を終了した。放送時間は毎週金曜21時15分 - 21時45分。関東地区では文化放送が同時ネットした。
収録は阪急百貨店梅田店、中之島の中央公会堂のほか、新日本放送東京支社近くの有楽町ビデオホール、横浜市の神奈川県立音楽堂などで行った。一社提供番組で、スタート時は森下製薬、1956年（昭和31年）1月5日からは明色ブランドの桃谷順天館にスポンサーが交代するとともに番組名が「明色アベック歌合戦」に改変された。
神主の衣装を身にまとったトニー谷が奇声を挙げながら司会進行を務め、優勝ペアには神前結婚式を模して「さいざんす大明神」と書かれた掛け軸の前で榊を振り回しながら即興の「祝詞」が捧げられた。後年のテレビ版と異なり小道具に算盤や拍子木はない。この演出に神社庁から「神道を冒瀆している」との抗議が寄せられた。

## テレビ版

### 放送時間
いずれも日本標準時。
- 月曜 19:30 - 20:00 （1962年10月 - 1964年4月）
- 木曜 19:00 - 19:30 （1964年4月 - 1964年8月）
- 月曜 19:30 - 20:00 （1964年8月 - 1968年3月） - 再び元の時間帯で放送。

なお、放送当時は民放が1局しか無かった地域も多く、1964年11月当時は日本テレビ系列局でも北日本放送は水曜 17:35 - 18:05、福井放送は金曜 17:00 - 17:30にそれぞれ遅れネットで放送していた。なお、系列外ネットでは、北陸放送が月曜 17:30 - 18:00で遅れネットしていた。

### 提供スポンサー
1962年10月から1966年3月までは日本毛織（ニッケ）の一社提供で、その当時は『ニッケ・アベック歌合戦』と題して放送していたが、1966年4月から9月まではエヴェレストヂャー（ナショナル魔法瓶工業）と金鳥（大日本除虫菊）の2社提供となり、同時にタイトルから冠が外れて『アベック歌合戦』となっていた。ただし、セットやポスターなどにおいては「トニーのアベック歌合戦」と表記していた。そして、1966年10月からはエヴェレストヂャーとアデカソフト（旭電化工業、現在のADEKA）の2社提供で放送していた。
なお、エヴェレストヂャーは、1966年3月29日まで火曜22時台後半枠で放送していた同社の一社提供ドラマ『河内カルメン』を引き継いでの提供だった。

### エピソード
1963年に公開された映画『学園広場』で、本番組を再現したシーンを見ることができる。バンドボックスには本番組では読売テレビの略称「YTV」が出ているが、映画では日本テレビの略称「NTV」が出ている。
なお、テレビ版のVTRはほとんど残っておらず、『読売テレビ50年社史』に付属のDVDには番組のロケ風景（日本毛織時代）とハワイ・ホノルル大会（エヴェレストヂャー・アデカソフト時代）の収録風景だけが収録されている。

### その後
番組は1968年3月に同タイトルでの放送を終了し、引き続きトニーを司会に起用した後継番組『スターと飛び出せ歌合戦』へとリニューアルした。以後は芸能人とそのファンがペアを組んで参加する方式になり、入場方法もステージ中央に設けた滑り台から滑り落ちて入場する方式に変更した。

### 当番組のカラー放送について
放送開始当初、番組はモノクロで放送していたが、1967年10月9日放送分で初めてカラーで放送した。その後は同年11月20日と12月11日、そして1968年1月1日・1月8日・2月19日でそれぞれカラーで放送した。

### パロディ
後にTBSが製作した『ツービート 笑ってゴマかせ!』には「アベックの歌合戦」、フジテレビが製作した『オレたちひょうきん族』には「ひょうきんアベック歌合戦」という、本番組を再現したパロディコーナーがあった。ただし、ひょうきん族版におけるアベックの登場方式は中央の滑り台から登場するというもので、どちらかというと次番組『スターと飛び出せ歌合戦』の方式に近かった。両番組ともに片岡鶴太郎がトニーの役を演じていた。